# Azuma Hiroshi
Azuma Hiroshi (東 浩史 Azuma Hiroshi, sinh ngày 15 tháng 5 năm 1987) là một cầu thủ bóng đá người Nhật Bản thi đấu cho Nagano Parceiro ở J3 League.

## Thống kê câu lạc bộ
Cập nhật đến ngày 23 tháng 2 năm 2017.
| Thành tích câu lạc bộ | Thành tích câu lạc bộ | Thành tích câu lạc bộ | Giải vô địch | Giải vô địch | Cúp                   | Cúp                   | Tổng cộng | Tổng cộng |
| Mùa giải              | Câu lạc bộ            | Giải vô địch          | Số trận      | Bàn thắng    | Số trận               | Bàn thắng             | Số trận   | Bàn thắng |
| Nhật Bản              | Nhật Bản              | Nhật Bản              | Giải vô địch | Giải vô địch | Cúp Hoàng đế Nhật Bản | Cúp Hoàng đế Nhật Bản | Tổng cộng | Tổng cộng |
| --------------------- | --------------------- | --------------------- | ------------ | ------------ | --------------------- | --------------------- | --------- | --------- |
| 2010                  | Ehime FC              | J2 League             | 0            | 0            | 0                     | 0                     | 0         | 0         |
| 2011                  | Ehime FC              | J2 League             | 17           | 3            | 3                     | 0                     | 20        | 3         |
| 2012                  | Ehime FC              | J2 League             | 25           | 3            | 1                     | 0                     | 26        | 3         |
| 2013                  | Ehime FC              | J2 League             | 32           | 5            | 0                     | 0                     | 32        | 5         |
| 2014                  | V-Varen Nagasaki      | J2 League             | 32           | 5            | 2                     | 1                     | 34        | 6         |
| 2015                  | V-Varen Nagasaki      | J2 League             | 22           | 2            | 1                     | 0                     | 23        | 2         |
| 2016                  | Nagano Parceiro       | J3 League             | 29           | 1            | 1                     | 0                     | 30        | 1         |
| Tổng                  | Tổng                  | Tổng                  | 128          | 18           | 7                     | 1                     | 135       | 19        |